# The Self-Titled Tour
The Self-Titled Tour foi a terceira turnê internacional da banda americana de rock Paramore. A turnê englobou diversas outras turnês, todas de divulgação do álbum Paramore (2013). A divulgação nas estradas começou em 12 de fevereiro de 2013, em Bangkok, e passou pela Oceania, América do Norte, Europa e América Latina. A turnê contou com o primeiro show do Paramore como ato principal no Madison Square Garden, em 13 de novembro de 2013, e foi a última turnê com o baixista Jeremy Davis.

## Turnês de 2013

### Shows pré-álbum
De 12 de fevereiro a 5 de abril, passando pela Ásia, Oceania, América do Norte e Europa.

#### Atos de abertura
- Ásia: mewithoutYou
- Sydney: Far Away Stables
- Reino Unido: Charli XCX e Eliza & The Bear

### North American Spring Tour
De 10 de abril a 21 de maio. 20 shows; 19 nos Estados Unidos e 1 no Canadá.

#### Ato de abertura
- Kitten (25 de abril a 21 de maio de 2013)

### European Festival & Concert Tour
17 shows, de 26 de maio a 30 de junho, na Europa.

### Latin American Tour
Onze shows, começando em 15 de julho, na Cidade do México, e acabando em Porto Alegre, no dia 4 de agosto.

#### Atos de abertura
- México: Twenty One Pilots
- Argentina: La Carga
- Chile: Polar
- Brasil: Banda Summer (em São Paulo), Kita (Rio de Janeiro), e Fresno (Porto Alegre).

### European September Tour
17 shows na Europa, de 2 a 28 de setembro.

#### Atos de abertura
- Dublin: Walking On Cars
- Amsterdam: MakeBelieve
- Europa e iTunes Festival: Fenech-Soler
- Reino Unido: Charli XCX e Eliza and the Bear

### The Self-Titled Tour
27 shows, de 15 de outubro a 27 de novembro, nos Estados Unidos e Canadá.

#### Atos de abertura
- Todas as datas: Hellogoodbye
- Estados Unidos: Metric
- Vancouver: Classified
- Montreal e Toronto: Lights

### December Radio Shows
8 shows, de 4 a 16 de dezembro, nos famosos eventos natalino de rádios.

## Turnês de 2014

### Australian / New Zealand Tour
Seis shows, de 9 a 19 de janeiro.

#### Atos de abertura
- Todos os shows: Twenty One Pilots
- Austrália: You Me At Six

### MONUMENTOUR
Turnê em conjunto com Fall Out Boy, 43 shows. De 19 de junho a 31 de agosto de 2014.

#### Atos de abertura
- Co-headliner: Fall Out Boy
- Todos os shows, menos Saint Paul: New Politics
- Saint Paul: Bad Suns

## Turnês de 2015

### Writing the Future
Vinte e um shows, de 24 de abril a 25 de maio de 2015.

#### Atos de abertura
- Copeland
- Annapolis: Chromeo